# 21694 Allisowilson
A 21694 Allisowilson (ideiglenes jelöléssel 1999 RL48) a Naprendszer kisbolygóövében található aszteroida. A LINEAR projekt keretében fedezték fel 1999. szeptember 7-én.